# Anticypella gigantaria
Anticypella gigantaria är en fjärilsart som beskrevs av Otto Staudinger 1897. Anticypella gigantaria ingår i släktet Anticypella och familjen mätare. Inga underarter finns listade i Catalogue of Life.